# Dème de Káto Nevrokópi
Le dème de Káto Nevrokópi (grec moderne : Δήμος Κάτω Νευροκοπίου) est un dème et un village situé dans la périphérie de Macédoine-Orientale-et-Thrace en Grèce.

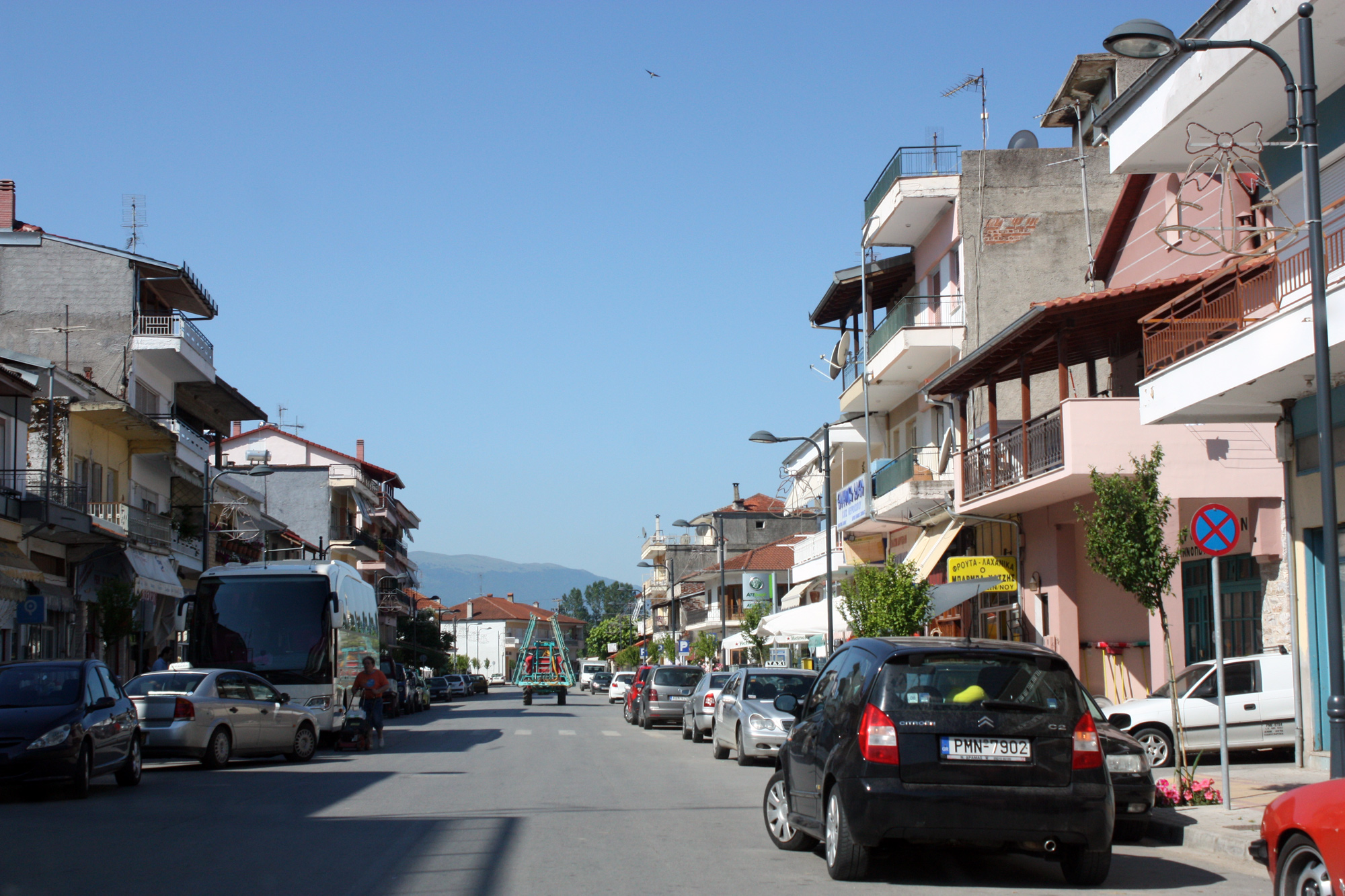
Centre Kato Nevrokopi

Selon le recensement de 2021, la population du dème compte 5 323 habitants, tandis que celle du village s'élève à 1 855 habitants.